# 多摩美 (川崎市)
多摩美（たまみ）は、神奈川県川崎市麻生区の地名。現行行政地名は多摩美1丁目から多摩美2丁目。住居表示実施済区域。

## 地理
麻生区の北東に位置し、南に高石、西に細山、北に多摩区菅仙谷、東に多摩区西生田と接している。

### 地価
住宅地の地価は、2025年（令和7年）1月1日の公示地価によれば、多摩美1丁目20-16の地点で15万円/m²となっている。

## 歴史

### 沿革
- 1978年（昭和53年）10月1日 - 住居表示の実施に伴い、細山字内野の一部を分離し、多摩美1丁目から多摩美2丁目を新設。美しい多摩丘陵にちなんで、多摩美と命名された[5][7]。

## 世帯数と人口
2025年（令和7年）6月30日現在（川崎市発表）の世帯数と人口は以下の通りである。
| 丁目        | 世帯数    | 人口    |
| ----------- | --------- | ------- |
| 多摩美1丁目 | 834世帯   | 1,553人 |
| 多摩美2丁目 | 471世帯   | 924人   |
| 計          | 1,305世帯 | 2,477人 |

### 人口の変遷
国勢調査による人口の推移。
| 年                 | 人口  |
| ------------------ | ----- |
| 1995年（平成7年）  | 2,512 |
| 2000年（平成12年） | 2,644 |
| 2005年（平成17年） | 2,543 |
| 2010年（平成22年） | 2,540 |
| 2015年（平成27年） | 2,455 |
| 2020年（令和2年）  | 2,453 |

### 世帯数の変遷
国勢調査による世帯数の推移。
| 年                 | 世帯数 |
| ------------------ | ------ |
| 1995年（平成7年）  | 941    |
| 2000年（平成12年） | 1,053  |
| 2005年（平成17年） | 1,045  |
| 2010年（平成22年） | 1,094  |
| 2015年（平成27年） | 1,093  |
| 2020年（令和2年）  | 1,210  |

## 学区
市立小・中学校に通う場合、学区は以下の通りとなる（2021年12月時点）。
| 丁目        | 番・番地等 | 小学校               | 中学校               |
| ----------- | ---------- | -------------------- | -------------------- |
| 多摩美1丁目 | 全域       | 川崎市立西生田小学校 | 川崎市立西生田中学校 |
| 多摩美2丁目 | 全域       | 川崎市立西生田小学校 | 川崎市立西生田中学校 |

## 事業所
2021年（令和3年）現在の経済センサス調査による事業所数と従業員数は以下の通りである。
| 丁目        | 事業所数 | 従業員数 |
| ----------- | -------- | -------- |
| 多摩美1丁目 | 18事業所 | 72人     |
| 多摩美2丁目 | 6事業所  | 23人     |
| 計          | 24事業所 | 95人     |

### 事業者数の変遷
経済センサスによる事業所数の推移。
| 年                 | 事業者数 |
| ------------------ | -------- |
| 2016年（平成28年） | 19       |
| 2021年（令和3年）  | 24       |

### 従業員数の変遷
経済センサスによる従業員数の推移。
| 年                 | 従業員数 |
| ------------------ | -------- |
| 2016年（平成28年） | 61       |
| 2021年（令和3年）  | 95       |

## その他

### 日本郵便
- 郵便番号 : 215-0002[3]（集配局：麻生郵便局[18]）

### 警察
町内の警察の管轄区域は以下の通りである。
| 丁目        | 番・番地等 | 警察署     | 交番・駐在所 |
| ----------- | ---------- | ---------- | ------------ |
| 多摩美1丁目 | 全域       | 麻生警察署 | 細山交番     |
| 多摩美2丁目 | 全域       | 麻生警察署 | 細山交番     |